# Antonio Loperfido
Antonio Loperfido (Matera, 16 settembre 1859 – Campodoro, 9 agosto 1938) è stato un ingegnere, geografo e geodeta italiano.

## Biografia
Dopo aver compiuto gli studi iniziati nella sua città natale di Matera, proseguiti nell'istituto tecnico di Napoli e conclusi con la laurea alla Scuola degli ingegneri di Torino nel 1886, trovò impiego presso le Officine delle Ferrovie dello Stato di Torino.
Tuttavia dopo due anni lasciò quel lavoro per entrare a far parte del personale tecnico dell'Istituto Geografico Militare; gli importanti lavori di triangolazioni che si iniziarono a compiere in Italia in quegli anni sotto la direzione del generale Annibale Ferrero, che sarebbero serviti anche per l'inquadramento dei rilievi catastali, costituirono l'inizio della carriera del Loperfido che in poco tempo da aiutante ingegnere geografo divenne ingegnere geografo di prima classe ed infine nel 1905 Geodeta Capo dell'IGM.
Divenuto docente di Geodesia nella Reale Università di Torino, a partire dal 1900 iniziò a svolgere diversi lavori di rilievo tra cui il collegamento geodetico delle isole maltesi con la Sicilia, quello della Sardegna con la Penisola attraverso l'Arcipelago Toscano, il rilevamento geodetico della media val d'Arno, il collegamento geodetico della Tunisia con la Sicilia e quello della rete geodetica italiana con la rete geodetica francese in Valle d'Aosta. Tra le pubblicazioni di maggior importanza vi è quella sugli Elementi della rete geodetica fondamentale italiana e la pubblicazione degli Elementi geodetici dei punti contenuti nei Fogli della Carta d'Italia, oltre al contributo portato alla determinazione della latitudine astronomica e dell'azimut del punto trigonometrico di Monte Mario.
Una parte rilevante dell'attività del Loperfido si svolse nelle colonie; nel 1890 durante tre campagne diresse i lavori che portarono a creare la rete di triangolazione per la costruzione della Carta della Colonia eritrea, e nel 1912 ricevette l'incarico di presiedere in Libia alle determinazioni astronomico-geodetiche occorrenti alla costruzione della Carta, installando 4 stazioni astronomiche e procedendo alla misura di quattro basi geodetiche nelle città di Tripoli, Bengasi, Derna e Homs.
Grazie all'esperienza in Libia elaborò una tecnica di rilievo che abbinava velocità ed economicità ad una sufficiente precisione relativamente alla scala prevista (1:100.000) ed alle particolari condizioni del territorio; inoltre organizzò dopo la sua nomina a geodeta capo dei corsi di Geodesia presso l'Istituto Geografico Militare della durata di due anni, per i quali compilò un trattato completo, e corsi accelerati svoltisi durante la prima guerra mondiale a Gemona del Friuli, dove fu nominato cittadino onorario.
Nel 1933, anno in cui fu collocato a riposo, lasciò l'incarico di geodeta capo dell'IGM.
Sepolto nel Cimitero Maggiore di Padova, Settore 953  Edic. 9 E Nicchia 71-79 Ponente.

## Principali opere
- Sulla possibilità di appoggiare le levate topografiche della Libia direttamente alle posizioni astronomiche, in Rivista d'artiglieria e genio, vol. I, 1913.
- Le carte topografiche delle colonie, in L'Universo, n. 5-6, 1920, pp. 363–372.